# 164. østlige længdekreds
Den 164. østlige længdekreds (eller 164 grader østlig længde) er en længdekreds, der ligger 164 grader øst for nulmeridianen. Den løber gennem Ishavet, Asien, Stillehavet, det Sydlige Ishav og Antarktis.